# Meloe bitoricollis
Meloe bitoricollis là một loài bọ cánh cứng trong họ Meloidae. Loài này được Pinto & Selander miêu tả khoa học năm 1970.